# Pyrola elegantula
Pyrola elegantula är en ljungväxtart som beskrevs av Heinrich Andres. Pyrola elegantula ingår i släktet pyrolor, och familjen ljungväxter. Inga underarter finns listade i Catalogue of Life.